# Паранормална активност: Димензија духова
Паранормална активност: Димензија духова (енгл. Paranormal Activity: The Ghost Dimension) је амерички 3D натприродни хорор филм из 2015. године редитеља Грегорија Плоткина у свом редитељском дебију и писаца Џејсона Харија Пејџана, Ендруа Дојчмана, Адама Робитела и Гавина Хефернана. Плоткин је био уредник другог, трећег, четвртог и петог филма. Већи део филма одвија се након филма Паранормална активност 4 (2012), мада је радња у великој мери повезана са догађајима из филма Паранормална активност 3 (2011).
Представља шести део серије Паранормална активност и објављен је 23. октобра 2015. године. Представља први филм у ком не глуми Кејти Федерстон као Кејти, али се на њу често позива. Већина филма укључује младу Кејти из 1988. из трећег филма. Филм је зарадио преко 78 милиона америчких долара широм света преко буџета од 10 милиона америчких долара. Филм је добио негативне критике критичара због радње, узбуђења и клишеа из претходних филмова. Иако је овај филм првобитно најављен и промовисан као финални филм у серији, седми део је заказан за излазак 2022. године. Филм је објављен 10. јуна 2016. године у Србији на каналу HBO.

## Радња
Године 1988, Кејти и Кристи посматрају како мистериозна сила слама кичму Денису. Бака Лоис одводи девојке горе док ентитет са собом узима камеру. Мушкарац разговара са девојкама о „Тобију” и томе колико су важне за његов план.
Двадесет и пет година касније, 2013. године, Рајан Флиџ, његова супруга Емили и њихова шестогодишња ћерка Лејла спремају се да прославе Божић, када се Рајанов брат Мајк усељава након раскида са девојком. Заједно са њима је и Скајлер, која примећује да Лејла разговара са замишљеним пријатељем по имену Тоби. Мајк проналази кутију старих видео-касета из 1988. до 1992. године и веома велику видео-камеру. Траке приказују младу Кристи и Кејти са мајком Џули и њеним дечком Денисом 1988. године, док су други из 1992. године у Лоисиној кући где њих две вежбају натприродне способности са мистериозним човеком. Рајан и Мајк примећују да су девојке наизглед свесне присуства пара: у стању су да предвиде сваку радњу Рајана и Мајка док њих двоје истовремено гледају видео.
Лејлине интеракције са Тобијем поклапају се са Рајаном користећи стару камеру око куће, где примећује да камера хвата духовна бића. Одлучује да сними преко ноћи како би видео какве се чудне ствари догађају. Једне ноћи црна фигура израња из земље и лебди над Лејлом неколико сати, а она на крају разговара с њом. Убрзо је Скајлер нападнута од стране духа. Следеће ноћи, Рајан снима Лејлу како спава, али демонски дух се појављује и приморава га да баци камеру. Следећег дана, Рајан и Емили откривају бетонску плочу у којој су урезане Кејти, Кристи и 1987. година, и схватају да је њихова кућа изграђена на истом имању у којем су некада живеле Кејти и Кристи пре него што је изгорела 1992. Одрасла Кејти продала је породицу кућу коју је саградио ковен вештица званих Бабице.
Лејла постепено постаје мање причљива и Рајан и Емили зову оца Тода. Лејла напада Тода и он је уверен да је „Тоби” демон повезан са култом. Рајан истражује култ и схвата да су у Невади убили породицу повезану са дечаком Хантером, који је рођен истог дана када и Лејла. Једна од касета такође приказује Хантера 1992. године, упркос томе што се није родио до 2005. Сазнаје да је Лејлина крв потребна да би се завршила Тобијева трансформација у физичко биће. Једне ноћи, Лејлина интеракција са Тобијем наводи је да отвори врата другом свету у који нестаје. Рајан и Емили је проналазе и беже с њом у хотел. 
Отац Тод покушава да очисти кућу и ухвати демона у замку, али га Тоби задави и одвуче, остављајући породицу да заврши чишћење. Рајан хвата демона у бели чаршав натопљен светом водицом и завршава молитву. Лејла се враћа у нормалу и демон нестаје. Након што помисли да је искушење готово, Скајлер почиње да повраћа крв по целом Мајку, али крв га опече, убијајући их обоје. Лејла бежи, а Рајан и Емили је прогањају, али Рајан је убијен када га велика рука набије на колац кроз груди. Лејла улази у „портал” у својој соби са Емили за њом; она долази у кућу мајке Кристи и Кејти 1992. године, где проналази младу Кејти, и суочава се са „људском” верзијом Тобија. Емили моли демона да поштеди Лејлу, али је убијена; њено тело је бачено у камеру. Леила и „Тоби” одлазе док се камера сече и завршава филм.

### Алтернативни завршетак
Лејла се враћа у нормалу. Четири месеца касније, породица почиње да се сели у другу кућу. Рајан проналази VHS касету младих Кејти и Кристи, али одлучује да уништи доказе како би избегао враћање демона. Емили се окреће и проналази Лејлу са млађим Кејти и Кристи како се држе за руке док каже: „Види, мама, моји пријатељи су овде!” Следећа сцена, смештена нешто касније, приказује трудну Емили на Лејлиној прослави 7. рођендана; Лејла прижељкује бебу. Појављује се човек са видео-записа и подиже Лејлу док сви славе. Филм се ту завршава.

## Улоге
| Глумац               | Улога        |
| -------------------- | ------------ |
| Крис Ј. Мари         | Рајан Флиџ   |
| Брит Шо              | Емили Флиџ   |
| Ден Гил              | Мајк Флиџ    |
| Ајви Џорџ            | Лејла Флиџ   |
| Оливија Тејлор Дадли | Скајлер      |
| Мајкл Кравиц         | отац Тод     |
| Клои Ксенџери        | млада Кејти  |
| Џесика Тајлер Браун  | млада Кристи |
| Хали Фут             | Лоис         |
| Дон Макманус         | Кент         |
| Марк Стигер          | Тоби         |

## Наставак
Иако је Димензија духова промовисана као последњи део у серији, Paramount је у јуну 2019. објавио да је седми део у фази израде. Филм је требало да буде објављен 19. марта 2021. године. Међутим, у августу 2020, филм је одложен до 4. марта 2022. У фебруару 2021. објављено је да је Вилијам Јубанк ангажован да режира филм који ће написати ветеран серије Кристофер Ландон.